# Deliver Us
Singles de In Flames
The Mirror's Truth
(2008)
Deliver Us est le premier single de l'album Sounds of A Playground Fading du groupe de death metal mélodique In Flames. Le single est sorti le 9 mai 2011, chez Century Media.

## Liste des chansons
| No | Titre      | Durée |
| -- | ---------- | ----- |
| 1. | Deliver Us | 3:34  |